# Acacia pugioniformis
Acacia pugioniformis é uma espécie de leguminosa do gênero Acacia, pertencente à família Fabaceae.